# 巴特亞馬惠達火山
38°49′8″S 71°11′34″W / 38.81889°S 71.19278°W

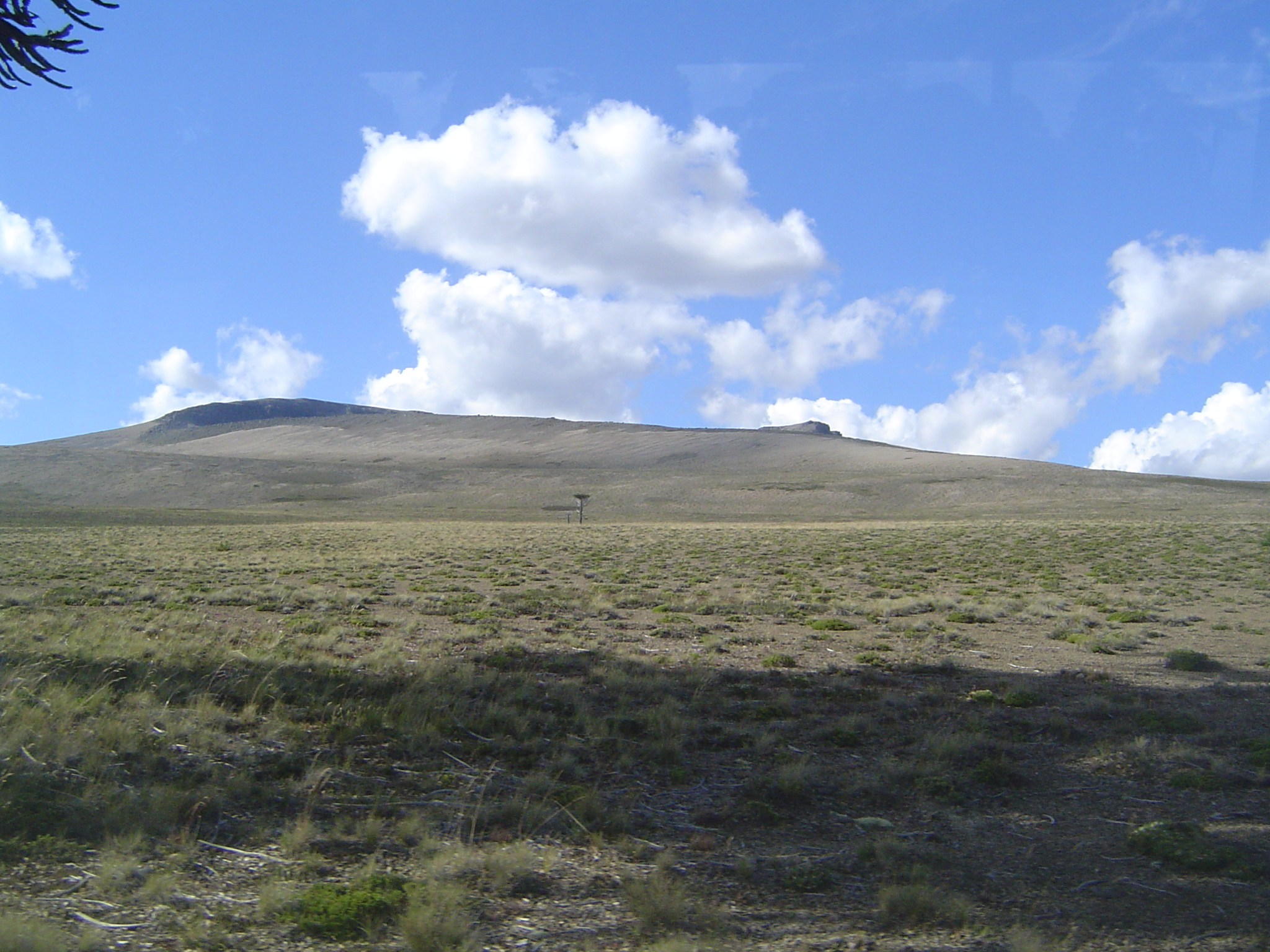

巴特亞馬惠達火山是南美洲的火山，位於阿根廷和智利接壤的邊境，屬於安第斯山脈的一部分，距離內烏肯370公里，海拔高度1,948米。